# Нелюбов, Никита Сергеевич
Ники́та Серге́евич Нелю́бов — педагог, штатный смотритель училищ Верхнеудинского округа, основатель первой публичной библиотеки Верхнеудинска.

## Биография
Никита Сергеевич родился в Петербургской губернии. В 1870-е годы получил образование в 3-й гимназии Санкт-Петербурга, после окончания которой добровольно поехал в Сибирь работать школьным учителем.
С июля 1876 года Нелюбов — преподаватель гимназии в Енисейске. В августе 1879 года переезжает в Верхнеудинск и занимает должность штатного смотрителя училищ Верхнеудинского округа. Заботился об открытии новых школ и училищ, организовал временные педагогические курсы для приходских учителей.
Занимался активной общественной деятельностью. 1 ноября 1881 года по инициативе Нелюбова в Верхнеудинске начала работать первая публичная библиотека (в настоящее время Национальная библиотека Республики Бурятия). Также Нелюбов принимал участие в открытии Верхнеудинского общественного собрания, разработал для него устав. Вёл метеорологические исследования.
Первые любительские спектакли начали ставиться в Верхнеудинске в 1870-е годы. В начале 1880-х годов Нелюбов создал труппу «любителей драматического искусства», что считается началом театральной деятельности в городе. Большая часть актёров была учителями Верхнеудинска. Некоторое время в деятельности театра принимал участие В. В. Бечаснов — сын декабриста В. А. Бечасного. Театр ставил пьесы А. Островского «Доходное место» и «Лес», водевили русских и французских авторов. Сборы от спектаклей шли на поддержание деятельности учебных заведений округа.
Активная общественная деятельность Нелюбова не нравилась властям. Так, например, в 1883 году полиция ставила на афишах театра отметки о том, что билеты будут продаваться в полицейском управлении. В 1890 году Нелюбов был привлечён к уголовной ответственности за якобы подложную опись имущества 1885 года. Нелюбов неоднократно в разных инстанциях доказывал свою невиновность, но городская дума вновь возбуждала дело. Только в 1897 году губернатор Забайкальской области официально прекратил дело «за недоказуемостью факта преступления».
В 1893 году Нелюбов был Председателем педагогического Совета Верхнеудинской женской 4-х классной прогимназии.
Дальнейшая судьба Нелюбова не известна.

## Награды
- Орден Святого Станислава III степени
- Орден Святой Анны III степени